# Клименко Василь Олексійович
Васи́ль Олексі́йович Климе́нко (нар. 13 березня 1975, Донецька область, Українська РСР — пом. 24 червня 2014, м. Макіївка, Донецька область, Україна) — український військовослужбовець, миротворець, молодший сержант Збройних сил України, учасник російсько-української війни, снайпер 72-ї окремої механізованої бригади.

## Біографія
Народився у Воронькові (в інших джерелах — на Донеччині). Останні 15 років мешкав у с. Вороньків Бориспільського району Київської області, куди переїхав із сім'єю.
Учасник миротворчої операції у Косові.
У зв'язку з російською збройною агресією проти України призваний за частковою мобілізацією 20 березня 2014 року.
Молодший сержант, снайпер 72-ї окремої механізованої бригади, в/ч А2167, м. Біла Церква.
З травня виконував завдання в районі Волновахи, Маріуполя, Амвросіївки.
23 червня 2014 група з шести неозброєних військовослужбовців механізованого батальйону — заступник командира батальйону капітан Роман Засуха, заступник начштабу, водій-механік, навідник-оператор, кулеметник і снайпер Василь Клименко, — на машині виїхала у відпустку після виконання завдань на кордоні з РФ, однак у ніч на 24-те заблукала в дорозі і натрапила на блокпост бойовиків терористичного угруповання «Російська православна армія» поблизу міста Макіївка. Згодом на російських телеканалах з'явилось відео допитів поранених і побитих українських військовослужбовців у Макіївці. Російські журналісти брали участь у допитах, вимагали сказати на камеру, що керівництво ЗСУ дало наказ стріляти по мирних мешканцях. Коли Засуха сказав, що такого наказу не було, йому прострелили ногу. В подальшому заручників передали угрупованню «Оплот», а по тому — банді Безлера («Бєс») в Горлівку, наприкінці липня звільнили за обміном на російську терористку Ольгу Кулигіну. Як розповів звільнений з полону капітан Засуха, бойовики сказали, що розстріляли Василя Клименка, бо в його військовому квитку вказано, що він снайпер, але сам Засуха тіла не бачив і пострілу не чув.
З 23 червня 2014 вважався зниклим безвісти.
Залишилися дружина Тетяна Василівна і двоє дітей, — 15-річна донька та 11-річний син.
4 липня 2016 року нагороджений орденом посмертно. Станом на серпень 2017-го тіло не знайдене.

## Нагороди
Указом Президента України № 291/2016 від 4 липня 2016 року, «за особисту мужність і високий професіоналізм, виявлені у захисті державного суверенітету та територіальної цілісності України, вірність військовій присязі», нагороджений орденом «За мужність» III ступеня (посмертно).